# Gabriela Toscano
Gabriela Rosana Toscano (Montevideo, 25 de octubre de 1965)es una actriz argentina nacida en Uruguay de cine, teatro y televisión.

## Biografía
Desde pequeña se trasladó con sus padres a Buenos Aires. Fue a un colegio de monjas y estudió actuación.

## Carrera
Su debut actoral fue en el programa musical Música en Libertad. En 1978 siendo niña actuó en canal 13 en la miniserie Cumbres Borrascosas junto a grandes actores como Rodolfo Beban y Fernanda Mistral. 
En cine realizó sus trabajos en  Luces en mis zapatos, La Mary, Los chicos crecen, Los cuatro secretos, El exilio de Gardel, Sur, Guerreros y cautivas, El buen destino, Las viudas de los jueves, Corazón loco, entre otras.
En 2000, coprotagonizó la tira Primicias, junto a Arturo Puig y Araceli González, interpretando a Victoria Yáñez. 
En 2001 protagonizó la serie televisiva Culpables, ganó el Premio Martín Fierro a la mejor actriz de unitario.
En 2003, protagonizó la serie de televisión Son amores junto a Miguel Ángel Rodríguez, Nicolás Cabré, Mariano Martínez, Florencia Bertotti y Agustina Cherri.
En 2005, protagonizó la serie 1/2 falta junto con Federico D'Elia.  
En 2006, fue una de las protagonistas de la versión argentina de Amas de casa desesperadas, interpretando a Susana Martini basado en el personaje de Teri Hatcher.
En 2007, participa en el primer capítulo de la tercera entrega de Mujeres Asesinas Rita, burlada,  junto a Adrián Suar, Dolores Fonzi y Carlos Belloso.
En 2010, protagonizó el unitario Para vestir santos, junto a Celeste Cid y Griselda Siciliani.
En 2011, siguió en televisión para protagonizar El puntero, junto a Julio Chávez, Rodrigo de la Serna y Luis Luque.
En 2015, después de varios trabajos televisivos en el género unitario fue parte del elenco de la tira Esperanza mía emitida hasta principios de 2016, protagonizada por Lali Espósito y Mariano Martínez. Interpretando a Clara Anselmo, es una de las monjas del Convento Santa Rosa y madre biológica de Julia/Esperanza, también compartió pareja con Federico D'Elia.
En 2017, formó parte del elenco de la serie de televisión Quiero vivir a tu lado, protagonizada por Mike Amigorena, Paola Krum, Florencia Peña, Alberto Ajaka, Malena Narvay y Julián Serrano. Interpretando a Susan Cordero.
En 2023, reapareció en televisión después de 6 años fue convocada para el elenco de Buenos chicos. Encarnando a Eugenia Grenón, es una fiscal que tiene un hijo Ezequiel más conocido como Zeta que es uno de los pandilleros.

## Vida personal
Desde 1992 está en pareja con el director Carlos Rivas, con quien tiene un hijo.

## Televisión
| Año        | Título                                            | Personaje                                                            |
| ---------- | ------------------------------------------------- | -------------------------------------------------------------------- |
| 1973       | Alta comedia                                      | Varios personajes                                                    |
| 1974       | Jacinta Pichimahuida, la maestra que no se olvida | Larrotonda                                                           |
| 1974       | Enseñame a quererte                               | Lucía                                                                |
| 1975       | Lo mejor de nuestra vida... nuestros hijos        | Clara                                                                |
| 1976-1977  | Hermosos mentirosos                               | Laura "Laurita"                                                      |
| 1978       | Cumbres Borrascosas                               | Molly Barranco / Cathy Barranco (niña)                               |
| 1978       | Nuestro Encuentro                                 | Carolina "Lina"                                                      |
| 1979       | Una escalera al cielo                             | Alicia                                                               |
| 1979       | Novia de vacaciones                               | Alejandra                                                            |
| 1979-1980  | Daniel y Cecilia                                  | Guillermina                                                          |
| 1980       | Rosa de lejos                                     | María Itatí "Ita" Saavedra                                           |
| 1980       | Los especiales de ATC                             | Gabriela                                                             |
| 1980       | El solitario                                      | Betina                                                               |
| 1980       | Matadero                                          | Bárbara (joven)                                                      |
| 1981       | Las 24 horas                                      | Hebe "Ep: Veinticuatro horas antes de la respuesta"                  |
| 1981-1982  | El ciclo de Guillermo Brédeston y Nora Cárpena    | Karina "Ep: Un cambio de vida" Cecilia "Ep: A la vuelta de los años" |
| 1983       | Compromiso                                        | Rocío                                                                |
| 1983       | Costa Sur                                         | Diana Seoane                                                         |
| 1984       | Situación Limite                                  | Luciana "Ep: Tango"                                                  |
| 1984       | Alguien como usted                                | Florencia Zicar                                                      |
| 1984       | Relaciones amargas                                | Blanca Ortiz                                                         |
| 1985       | Coraje mamá                                       | Betina                                                               |
| 1985       | María Isabel                                      | Lorena Fontanet                                                      |
| 1986       | Un mundo de muñeca                                | Nora Elizalde                                                        |
| 1986       | Cuando vuelvas a mí                               | Verónica                                                             |
| 1987       | Por siempre amigos                                | Patricia "Pato"                                                      |
| 1988       | Como la vida misma                                | Claudia Otalva                                                       |
| 1988       | Los porteños                                      | Alba Zaval Conforde                                                  |
| 1990       | Monte Calvario                                    | María Inés Montalbán Ledesma de Montero                              |
| 1990-1991  | Atreverse                                         | Varios personajes                                                    |
| 1991       | Estado civil                                      | Varios personajes                                                    |
| 1992       | Amores                                            | Varios personajes                                                    |
| 1992       | Teatro como en el teatro                          | Varios personajes                                                    |
| 1992       | Grande Pa!                                        | Doctora                                                              |
| 1992       | Encadenada                                        | Catalina Valderama                                                   |
| 1992-93-96 | Alta comedia                                      | Varios personajes                                                    |
| 1993       | Apasionada                                        | Rosarita                                                             |
| 1993       | María Sol                                         | Cecilia                                                              |
| 1994       | Los machos                                        | Daniela Manríque                                                     |
| 1994       | Mirada de Mujer                                   | Eugenia Fernandez                                                    |
| 1996       | Al final de la verdad                             | Victoria Balmori Genoves                                             |
| 1997       | De Corazón                                        | Roberta Bragner                                                      |
| 1997       | El Rafa                                           | Mercedes                                                             |
| 1998       | Gasoleros                                         | Graciela                                                             |
| 1998       | Como vos & yo                                     | Fernanda                                                             |
| 2000       | Primicias                                         | Victoria Yáñez                                                       |
| 2001       | Culpables                                         | Daniela                                                              |
| 2002-2003  | Son amores                                        | Graciela "Chela" Rigolé                                              |
| 2005       | 1/2 falta                                         | Vida Juárez                                                          |
| 2006       | Amas de casa desesperadas                         | Susana Martini                                                       |
| 2007       | Mujeres Asesinas 3                                | Rita "Ep1: Rita, burlada"                                            |
| 2008       | Variaciones                                       | Lorena "Ep: Hacerse o no hacerse cargo"                              |
| 2010       | Para vestir santos                                | Susana "Susi" San Juan                                               |
| 2011       | El puntero                                        | Clara "Clarita" Medina                                               |
| 2015-2016  | Esperanza mía                                     | Hermana Clara/ Clara Anselmo                                         |
| 2017       | Quiero vivir a tu lado                            | Susan Cordero                                                        |
| 2023-2024  | Buenos chicos                                     | Eugenia Grenón                                                       |

## Cine
| Año  | Título                          | Personaje       | Dirección                                    | Notas                    |
| ---- | ------------------------------- | --------------- | -------------------------------------------- | ------------------------ |
| 1973 | Luces de mis zapatos            | Niña en el cine | Luis Puenzo                                  | Cameo                    |
| 1974 | La Mary                         | La Mary (niña)  | Daniel Tinayre                               |                          |
| 1974 | El sexo y el amor               | Hija            | Armando Bó                                   | Cameo                    |
| 1976 | Los chicos crecen               | Alejandra       | Enrique Carreras                             |                          |
| 1976 | Los cuatro secretos             | Catalina        | Simón Feldman                                |                          |
| 1977 | Jacinta Pichimahuida se enamora | Larrotonda      | Enrique Cahen Salaberry                      |                          |
| 1977 | Las aventuras de Pikín          | Luciana         | Alberto Abdala                               |                          |
| 1981 | Los viernes de la eternidad     | Malena          | Héctor Olivera                               |                          |
| 1981 | El patio                        | Luz             | Película para televisión                     | Película para televisión |
| 1983 | Costa Sur                       | Diana Seoane    | Carlos Lozano Dana                           |                          |
| 1985 | El exilio de Gardel             | María           | Fernando Solanas                             |                          |
| 1987 | Debajo del mundo                | Daniela         | Beda Docampo Feijóo y Juan Bautista Stagnaro |                          |
| 1988 | Sur                             | Blondi          | Fernando "Pino" Solanas                      |                          |
| 1989 | Guerreros y cautivas            | Prisionera      | Edgardo Cozarinsky                           |                          |
| 1990 | Atracción satánica              | Fernanda        | Fauzi Mansur                                 | Película Brasilera       |
| 2001 | No quiero volver a casa         | Susana          | Albertina Carri                              |                          |
| 2005 | El buen destino                 | Marión          | Leonor Benedetto                             |                          |
| 2009 | Las viudas de los jueves        | Mavi            | Marcelo Piñeyro                              |                          |
| 2020 | Corazón loco                    | Paula           | Marcos Carnevale                             |                          |

## Teatro
| Año       | Obra                            |
| --------- | ------------------------------- |
| 1991      | Diosas en el aire               |
| 1994      | Madera de reyes                 |
| 1996      | La Gaviota                      |
| 1999      | Rompiendo Códigos               |
| 2000-2001 | Monólogos de la Vagina          |
| 2001      | Los pequeños burgueses de Gorki |
| 2004      | La Prueba                       |
| 2006-2007 | La Duda                         |
| 2008      | Como aprendí a Manejar          |
| 2011-2012 | Hamlet, la metamorfosis         |
| 2013      | Love, Love, Love                |
| 2014      | Macbeth, El Sueño de las Brujas |
| 2015      | Esperanza mía, el musical       |
| 2018      | Lo que nos Une                  |

## Programas de televisión
| Año  | Programa          | Canal                        | Rol        |
| ---- | ----------------- | ---------------------------- | ---------- |
| 2016 | El país en escena | Televisión Pública Argentina | Conductora |

## Premios y nominaciones
| Año  | Premio                  | Categoría                              | Programa                 | Resultado |
| ---- | ----------------------- | -------------------------------------- | ------------------------ | --------- |
| 2001 | Premios Martín Fierro   | Mejor actriz de unitario y/o miniserie | Culpables                | Ganadora  |
| 2003 | Premios Martín Fierro   | Mejor actriz de comedia                | Son amores               | Nominada  |
| 2007 | Premios Martín Fierro   | Mejor actriz de unitario y/o miniserie | Mujeres Asesinas 3       | Nominada  |
| 2010 | Premios Martín Fierro   | Mejor actriz de unitario y/o miniserie | Para vestir santos       | Ganadora  |
| 2010 | Premios Cóndor de Plata | Mejor actriz de reparto                | Las viudas de los jueves | Ganadora  |
| 2011 | Premios Martín Fierro   | Mejor actriz de unitario y/o miniserie | El puntero               | Nominada  |
| 2015 | Premios Martín Fierro   | Mejor actriz de novela/ficción diaria  | Esperanza mía            | Nominada  |